# 巴哈伊信仰的祈祷
巴哈伊信仰的祈祷常常指两种不同的概念，义务祈祷和祷告（一般性的祈祷）。两种形式的祈祷都由向上帝表示崇敬的语句组成。 在巴哈伊律法中，祈祷有着极其重要的地位。 在巴哈伊信仰中，祈祷的目的是亲近上帝和巴哈伊欧拉、改善自己的行为、寻求神圣辅助的力量。
根据巴哈伊律法，15岁至70岁的巴哈伊信徒每日需要以特定的形式独立诵读三篇指定的必诵祷文中的一篇。除了诵读必诵祷文外，巴哈伊信徒每日还会进行祷告、学习圣作并冥想，关于祷告和冥想则没有形式上的要求。
巴哈伊信徒在祷告的时候可以使用自己的语言。同时，巴孛、巴哈欧拉、阿博都巴哈等巴哈伊信仰的核心人物亦启示了大量的祷文，巴哈伊信徒也将其大量的用于灵性生活。 巴哈伊核心人物启示祷文包括会议、特定的时间（如清晨）、医治等多种主题。巴哈伊信徒认为这些祷文有特别的力量。在巴哈伊信徒的聚会中，祷告是一个重要的部分，大家会轮流诵读祷文书中内容，一人在诵读时，其它人则恭敬的聆听。

## 关于祈祷的一般性教义
巴哈伊信仰的创建者巴哈欧拉鼓励信徒勤于祈祷，他认为祈祷既是个人面向上帝的崇拜行为，亦应在聚会中集体进行。。大量的巴哈伊文献 提到了祈祷对灵性成长的重要性和人类本性中对祈祷的需要。祈祷的益处并非来源于祈祷行为本身，而是由祈祷而产生的灵性状态。在这方面，巴哈欧拉认为一次内心充满喜悦的简短祈祷比一次没有处于灵性状态下的长篇祈祷更有意义，也就是说祈祷的精神实质是更加重要的。
根据巴哈伊文献，祈祷的目的是亲近上帝和巴哈欧拉、改善自己的行为、寻求神圣辅助的力量。祈祷是祈祷者表达对上帝的爱，并通过这一行为影响内在的自我的过程。祈祷也可以祈求物质方面的内容，但是根据巴哈伊文献，仅仅祈求上帝的爱，而不是基于任何其它的欲求和恐惧的祈祷更有意义。巴哈欧拉认为，有关任何内容的祈祷都有其意义，并都会得到上帝的确认。
巴哈伊教义认为，个人的祈祷应该独自进行，并且祈祷的时候内心应该处于平静状态，如清晨或晚间；一般表现为每个人轮流诵读祷文的集体祈祷也被鼓励，集体祈祷常在巴哈伊信徒聚会开始的时候进行，如十九日灵宴会、 巴哈伊行政机构举行会议的时候。巴哈伊信仰在20世纪前半叶的信仰核心守基·阿芬第曾说过，祈祷的对象可以是巴哈欧拉、阿博都巴哈或者其它的上帝的显示者，但他更鼓励向巴哈欧拉祈祷。

## 义务祈祷
除了一般性的祈祷，巴哈欧拉在巴哈伊信仰的律法书－《亚格达斯经》中规定了义务祈祷。义务祈祷是15岁以上巴哈伊信徒的主要宗教义务之一，同时，义务祈祷所使用的必诵祷文也是最重要的一类祷文。义务祈祷的目的是培养谦卑和忠诚。不像巴哈伊信仰中的其它绝大多数祷文，关于义务祈祷，在巴哈伊律法中有着特别的规定。但是，义务祈祷是灵性义务，如果巴哈伊信徒未能每天进行义务祈祷， 巴哈伊行政机构并不会作出处罚。

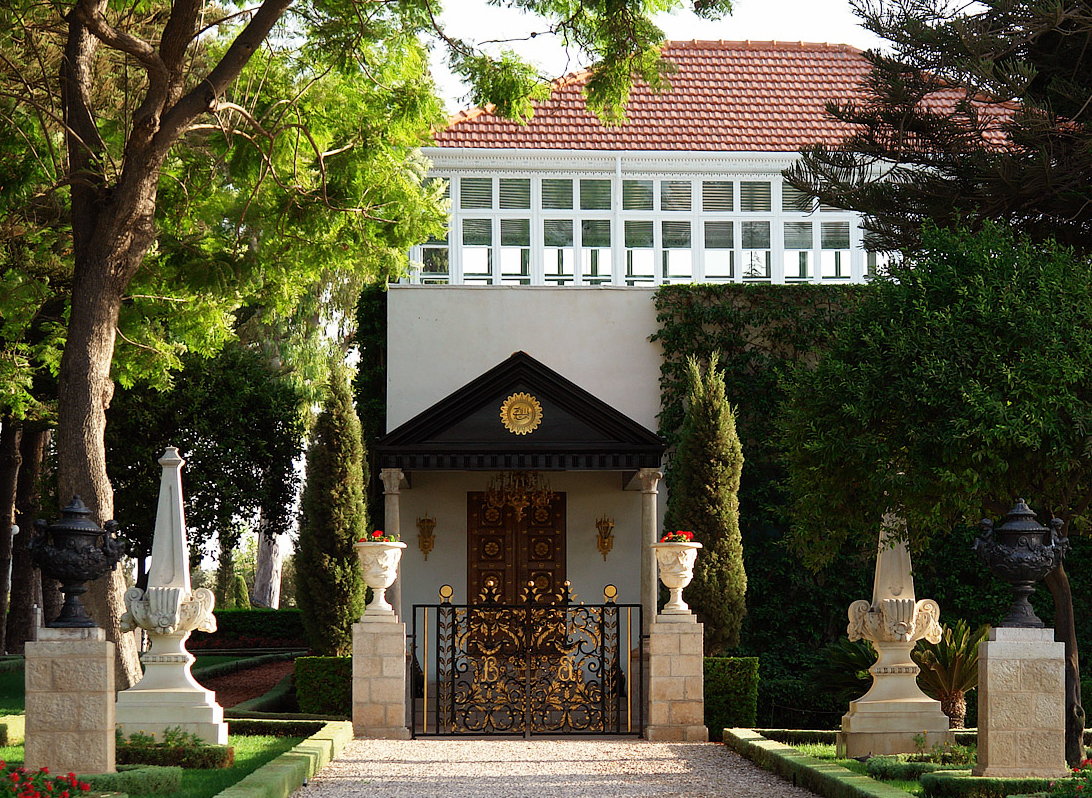
位于以色列阿卡的巴哈欧拉陵寝

巴哈欧拉撰写了三篇必诵祷文，分配是短篇必诵祷文、中篇必诵祷文、长篇必诵祷文，巴哈伊信徒每日应选其一诵读。其中，短篇必诵祷文每天应诵读一次，时间应在正午至日落前的特定时间；中篇必诵祷文每天应诵读三次，一次应在日出至正午间，一次应在正午至日落前，一次应在日落后的两小时内；长篇必诵祷文则可在任何时候诵读。中篇必诵祷文还特别规定了祈祷时的动作和手势，除了因身体条件所限不能进行以外，所信徒必须遵照执行。守基·阿芬第曾提到祈祷时的动作和手势不仅具有象征意义，同时有助于祈祷者在祈祷时保持专注。此外，进行义务祈祷前应清洁双手和面部，并面朝被称为吉卜利的巴哈欧拉陵寝方向。

## 一般性祷文
巴哈欧拉、巴孛及阿博都巴哈启示了数以百计的一般性祷文，其中大部分最初源自写给个人的信件。大部分祷文以阿拉伯语或波斯语写就，阿博都巴哈启示的祷文中，有有少量的以土耳其语写就。迄今，巴哈伊祷文已经被翻译为多种语言，其中短篇必诵祷文已被翻译成超过500多种的语言。
一般性祷文包括苏醒、旅行、医治、精神成长、超脱、护佑、谅解、辅助、团结等多种主题。在使用一般性祷文祷告时信徒可以大声诵读或吟唱祈祷文的内容，亦可对祈祷文予以重复。在使用一般性祷文祷告时，面向吉卜利不是必须的。
巴哈伊祷文形式各异，一篇典型的巴哈伊祷文以祈求获得上帝的特定属性开始，然后为赞美上帝、祈求指引和保护等内容，最后以列举上帝的属性收尾。祷文经常使用象征性手法，部分祷文提及了伊斯兰文学和波斯文学。

## 其它特殊祷文
巴哈伊信仰中，还有部分祷文用于特定的日期或情景，如斋戒时使用的祷文、与特定的巴哈伊圣日相关的祷文。这些祷文虽然不是强制性的，但其重要性接近必诵祷文。在这类祷文中，有三篇祷文被认为有特别的力量，包括巴孛启示的关于试练的佑助的短篇祷文、巴哈欧拉启示的艾哈迈德书简和长篇医治祷文。此外，有由巴哈欧拉的几篇著作摘录而成朝圣书简，在拜访巴哈欧拉陵寝及巴孛陵寝时使用，在与之相关巴哈伊圣日亦会使用他们；也有专门关于阿博都巴哈的朝圣书简，书简中表达了谦卑和无私。 巴哈欧拉亦启示了关于逝者的祷文，此祷文在15岁以上的巴哈伊入殓前使用，使用时由一位教友诵读，其余教友则静立在旁，该祷文是巴哈伊唯一的一篇集体祈祷的祷文。

## 至大圣名
巴哈伊信徒在每日祈祷前，常常会念诵“阿拉欧阿帕哈”95次，这是巴哈伊信仰中“至大圣名”的形式之一，巴哈欧拉在亚格达斯经中对其进行了描述。也有巴哈伊信徒用念珠来计数。